# Vepris trifoliolata
Espèce
Synonymes
- Araliopsis trifoliolata Engl.[1]
- Oricia trifoliolata (Engl.) I. Verd.[2]
- Oricia trifoliolata (Engl.) Verd.[1]

Statut de conservation UICN

 VU B1+2c : Vulnérable
Vepris trifoliolata est une espèce d'arbres de la famille des Rutaceae, endémique du Cameroun.